# Roudníček
Roudníček nad Ohří je vesnice, část města Budyně nad Ohří v okrese Litoměřice v Ústeckém kraji. Leží při pravém břehu řeky Ohře, zhruba 13,5 kilometru západně od Roudnice nad Labem a čtyři kilometry východně od Libochovic.

## Historie
První písemná zmínka o vesnici pochází z roku 1336.

## Obyvatelstvo
|                                                                | 1869 | 1880 | 1890 | 1900 | 1910 | 1921 | 1930 | 1950 | 1961 | 1970 | 1980 | 1991 | 2001 | 2011 | 2021 |
| -------------------------------------------------------------- | ---- | ---- | ---- | ---- | ---- | ---- | ---- | ---- | ---- | ---- | ---- | ---- | ---- | ---- | ---- |
| Obyvatelé                                                      | 206  | 205  | 168  | 204  | 252  | 238  | 212  | 149  | 100  | 94   | 76   | 63   | 82   | 97   | 98   |
| Domy                                                           | 32   | 34   | 35   | 41   | 47   | 52   | 50   | 57   | —    | 39   | 29   | 47   | 50   | 52   | 53   |
| Počet domů z roku 1961 je zahrnut v domech místní části Vrbka. |      |      |      |      |      |      |      |      |      |      |      |      |      |      |      |

## Obecní správa
Po zrušení patrimoniální správy se vesnice stala obcí v okrese Roudnice nad Labem (v letech 1869–1910 Roudnice) a od roku 1960 v okrese Litoměřice. Od 1. ledna 1981 je vesnice částí města Budyně nad Ohří.

## Pamětihodnosti
- Kaplička
- Zvonice
- Lípa Svobody (1918)